# Gunnbjørns fjeld
Gunnbjørns Fjeld (ofte omtalt som Gunnbjørn) er Grønlands højeste bjerg og ligeledes det højeste bjerg nord for Polarcirklen. Det ligger i bjergområdet Watkins Bjerge på østkysten mellem Tasiilaq og Ittoqqortoormiit, der indeholder flere bjergtoppe over 3.500 meter. Det er en nunatak, som er en bjergtop eller klippe, der når igennem gletsjere eller indlandsisen. Dets højde bliver oftest angivet som 3.700 meter, men tallene varierer lidt.
I de islandske sagaer bliver bjerget kald Hvitserk, hvilket bogstaveligt betyder "hvidsærk", og det var således også det ord nordboerne brugte. Det blev besteget første gang d. 16. august 1935 af Augustine Courtauld, Jack Longland, Ebbe Munck, Harold G. Wager og Lawrence Wager. Det er navngivet efter Gunnbjørn Ulvsson, der var den første europæer der med sikkerhed nåede Grønland.
Bjerget bliver ikke besteget særlig ofte, da det ligger meget øde, omkring 60 km fra en ubefolket del af kysten. Adgang til Gunnbjørns Fjeld sker normalt med helikopter eller fly med ski. Disse ture flyves tit fra Island.